# Космос-146
Космос-146 (7К-Л1 № 2П) — первый запуск прототипа лунного корабля «Союз 7К-Л1П». Конструкция запущенного аппарата была упрощённой, так как основной целью миссии было испытание Блока Д — четвёртой ступени ракеты-носителя УР-500 (Протон). Корабль был выведен на расчётную орбиту, а затем — на траекторию полёта к Луне. Двигатель Блока Д включался дважды в ходе полёта. Дальнейшее управление полётом и возвращение корабля не планировалось. Это был четвёртый успешный запуск ракеты «Протон» из пяти состоявшихся на тот момент.
Из дневника Н. П. Каманина 11 марта 1967:

Вчера в 14:30 запустили в сторону Луны первый корабль из серии Л-1 (облёт Луны). Корабль объявлен «Космосом-146». От ВВС на запуске были маршал Руденко и полковник Ващенко. Ракета УР-500К и все её ступени сработали отлично. Корабль выведен на орбиту, разогнан до второй космической скорости и направлен к Луне. На этом эксперимент и заканчивается. Планом предусматривается еще один такой пуск. Для ракеты УР-500К это уже пятый пуск (из пяти один был неудачный). По программе облёта Луны это первый пуск.

## Альтернативные цели миссии
Существуют альтернативные мнения по поводу целей и успешности миссий «Космос-146» и «Космос-154». Большинство источников сообщает, что Космос-146 набрал вторую космическую скорость. Целью Космоса-146 не мог быть выход на траекторию к Луне, так как время и место старта не позволяли вывести его на такую траекторию.
Двигатели Блока Д были запущены не сразу, а только спустя около 8 витков, что необычно. Возможно, Космос-146 отрабатывал задержку запуска Блока Д для имитации прибытия экипажа на корабле «Союз».

## Лунная гонка
К моменту запуска аппарата американцы уже трижды выводили на орбиту свой прототип лунного корабля (AS-201, AS-202, AS-203). США могли перейти к запускам пилотируемых прототипов лунных кораблей до того, как СССР вывел бы на орбиту первый беспилотный прототип, но за два месяца до старта Космоса-146 во время пожара в командном модуле экипаж «Аполлона-1» погиб.